# Capanea oerstedii
Capanea oerstedii là một loài thực vật có hoa trong họ Tai voi. Loài này được (Klotzsch) Klotzsch ex Hanst. mô tả khoa học đầu tiên năm 1865.